# Nephrotoma flavescens
Nephrotoma flavescens là một loài ruồi trong họ Ruồi hạc (Tipulidae). Chúng phân bố ở Chúng phân bố ở vùng sinh thái Palearctic và Nearctic.

## Hình ảnh

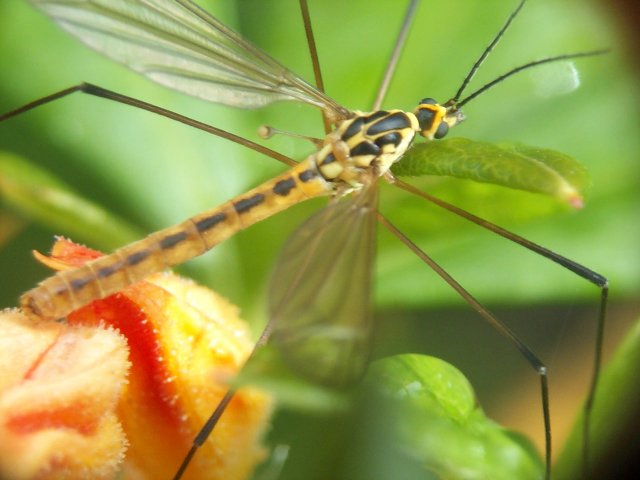
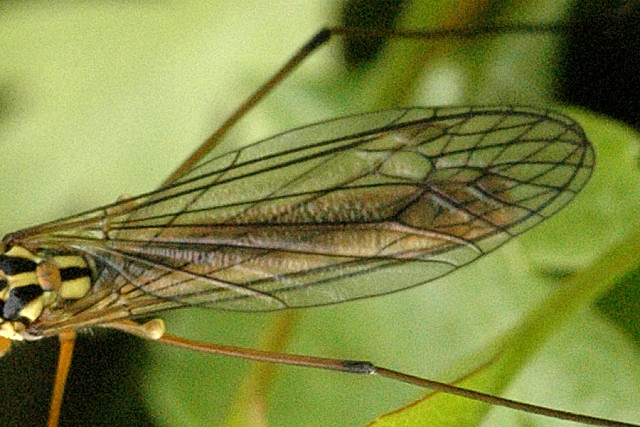
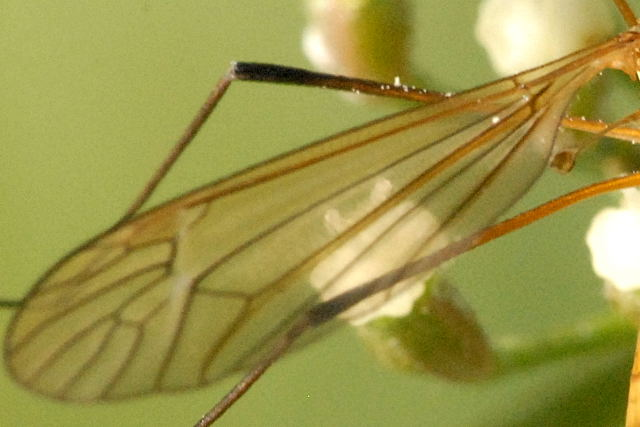

- Tư liệu liên quan tới Nephrotoma flavescens tại Wikimedia Commons